# Division de Gorakhpur
La Division de Gorakhpur (hindi : गोरखपुर प्रमंडल) est une  division administrative de l'État indien de l'Uttar Pradesh.

## Districts
Elle est constituée de 4 districts :
- Gorakhpur
- Deoria
- Kushinagar
- Maharajganj